# Єрусалимська православна церква
Гре́цька правосла́вна це́рква Єрусали́му (араб. كنيسة الروم الأرثوذكس في القدس Kanisatt Ar-rum al-Urtudoks fi al-Quds, буквально Єрусали́мська правосла́вна це́рква Ру́му; івр. הפטריארכיה היוונית-אורתודוקסית של ירושלים), офіційно називається просто Єрусали́мський патріарха́т (грец. Πατριαρχεῖον Ἱεροσολύμων, трансліт. Patriarcheîon Hierosolýmōn) — автокефальна помісна східна православна церква, яка посідає 4-те місце в диптиху автокефальних помісних церков і є частиною грецьких православних церков. Одна з п'яти стародавніх патріархатів Великої Церкви. Використовує у своїй літургії візантійський обряд, грецьку мову, койне та юліанський календар, вона є частиною Східного християнства. Її очолює грецький православний патріарх Єрусалима, яким сьогодні є Феофіл III з 2005 року. Християни вважають, що саме в Єрусалимі Церква була створена в день П'ятидесятниці зі сходженням Святого Духа на учнів Ісуса Христа і що Євангеліє Христове поширилося з Єрусалиму. Церква відправляє літургію за візантійським обрядом, мовою оригіналу якої є грецька мова койне, оригінальна мова Нового Завіту. Її також часто називають «Σιωνίτις Εκκλησία» (грец. Sionitis Ecclesia, «Сіо́нська Це́рква»).
Кількість православних християн у Святій Землі, за оцінками, становить приблизно 500 000. Більшість членів Церкви — це палестинці та йорданці, а також багато росіян, румунів та грузин. У ієрархії Церкви домінує грецьке духовенство, яке фактично виключає арабську більшість із вищих верств Церкви. Це було приводом для нескінченних суперечок між греками в патріархаті, яких у цьому відношенні підтримують грецький уряд, Ізраїль та Вселенський константинопольський патріарх, що базується в Туреччині, та корінне палестинське духовенство — деякі з яких прагнуть націоналізувати керівництво. (див. арабські православні).
Штаб-квартирою православної церкви в Єрусалимі є храм Гробу Господнього.
Про значення Єрусалиму Католицька енциклопедія говорить:
У перші християнські століття церква на цьому місці була центром християнства в Єрусалимі, "Святий і славний Сіон, мати всіх церков". Звичайно, жодне місце в загальновизнаному християнстві не може бути більш шанованим, ніж місце Тайної вечері, яке стало першою християнською церквою.

## Історія

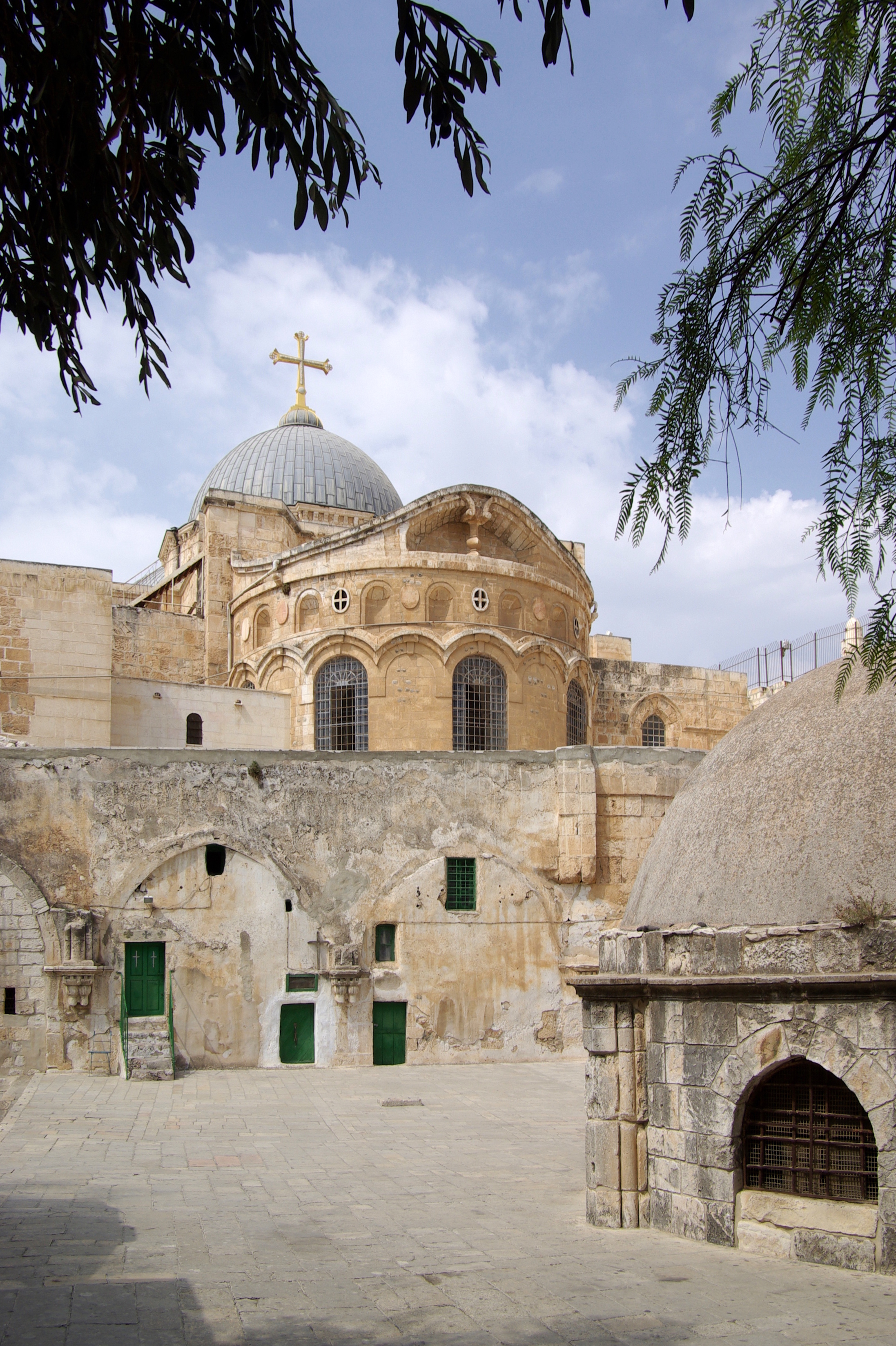
Вид на Гроб Господній, Єрусалим

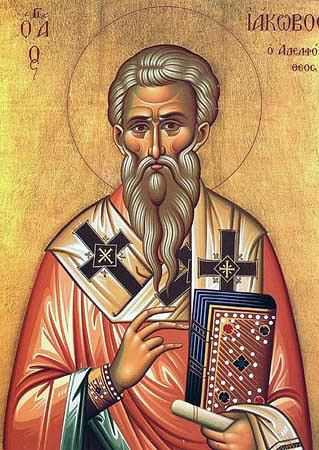
Яків, брат Ісуса, перший єрусалимський єпископ

В апостольську епоху християнство складалося з невизначеної кількости місцевих церков, які в перші роки дивилися на Єрусалим як на головний центр та орієнтир. (Див. Також Єрусалим у християнстві та ранніх центрах християнства) Деякі потрапили до Антіохії, де вони здійснили євангельські зусилля, і до яких вперше було використано термін «християни».
Єрусалим справедливо називають Матір'ю Церков, оскільки тут протікало земне життя і проповідь Ісуса Христа, і саме тут Господь благоволив принести себе в жертву за людство. Саме тут відбувалося зішестя Святого Духа на апостолів у Синайській світлиці і тому це місце можна вважати місцем народження всієї Православної Церкви. Звідси апостоли розійшлися на проповідь. Перший єпископ Єрусалима Яків Праведний прийняв мученицьку кончину від рук Ірода, узагалі Єрусалим є батьківщиною християнського мучеництва. Після зруйнування Єрусалима військами імператора Веспасіана в 70 році церковне життя тут практично згасає.
Перед початком Першої єврейсько-римської війни (66-73 рр.) І руйнуванням Тидом Іродового храму в 70 р. Християни на чолі з Симеоном втекли до Пелли в Декаполісі (Йорданія), де вони залишались до 135 року.
Євреї Юдеї знову повстали проти Риму під час повстання Бар-Кохби (132—136). До цього часу або в той час християни повернулись до Єрусалиму. Однак, щоб покарати євреїв за повстання та запобігти подальшим заворушенням, Єрусалим був зроблений римською колонією і Адріаном перейменований на Елію Капітоліну. У 135 році митрополит Кесарійський призначив Марка першим єпископом перейменованої церкви Елії Капітоліної. Він був першим єврейським єпископом Єрусалимської Церкви (або Aelia Capitolina), усі попередні були євреями. Переслідування євреїв римською владою в Юдеї зросло, більша частина єврейського та християнського населення Юдеї була поневолена та розпорошена по всій Римській імперії. Важливість та місце Єрусалима в житті християнської церкви зменшились, хоча єврейські та християнські залишки завжди залишались у місті та на землі.
Незважаючи на міжусобиці, переслідування та мізерне населення, єпископи продовжували обиратися чи називатися. Євсевій Кесарійський подає імена безперервної спадкоємности тридцяти шести єрусалимських єпископів до 324. року. Перші шістнадцять з цих єпископів були євреями — від Якова Справедливого до Юди († 135), а решта — язичники. Митрополити Кесарії продовжували призначати єпископів Елії Капітоліни до 325 року.
На Першому Нікейському соборі в 325 році, хоча єпископ Елії Капітолінський все ще був підпорядкований митрополиту Кесарійському, Собор надав єпископу певний невизначений пріоритет у своєму сьомому каноні.
Указом, виданим із сьомої сесії Четвертого Вселенського собору (Халкідонського собору) в 451 р. Єрусалимський єпископ був зведений до рангу патріарха, що посів п'яте місце після бачення Риму, Константинополя, Александрії та Антіохії (див. Пентархія). У 451 році остаточно встановлюються границі Єрусалимського Патріархату. Відтоді Єрусалимська церква залишається автокефальною церквою. Єрусалим був заснований як патріархат завдяки святості місця; особливе значення, набуте між Першим і Четвертим Вселенськими Соборами; зведення пишних церков; навернення значної частини населення римської та візантійської Сирії-Палестини в християнство; зближення паломників з усього світу; значення видатних єпископів, ченців та вчителів Єрусалимської Церкви; боротьба Братства Гробу Господнього за православ'я; і підтримка різних імператорів Візантії.
Перси окупували Єрусалим у 614 р. І взяли патріарха Захарію в полон разом із паладієм християнства — Дорогоцінним Хрестом. Хрисостом Пападопулос пише в своїй історії Патріархату: "Церкви і монастирі, як всередині, так і за межами Єрусалиму, були зруйновані; християн жорстоко зарізали … тисячі в'язнів, придбаних євреями, були зарізані. Все добро, що існувало, було знищено або розграбовано Ченців забивали нещадно, особливо монастиря Святого Савви ".
У 637 р. Після тривалої облоги Єрусалима патріарх Софроній здав Єрусалим халіфу Умару, але забезпечив Угоду Умара I, який визнавав християнські права на захист. У 638 р. Вірменська апостольська церква почала призначати свого єпископа в Єрусалимі.
Однак після 638 року християни зазнали численних переслідувань. Наступники Умура неодноразово грабували та зневажали християнські святині, і навколо було велике переслідування. Найбільш смертельне переслідування відбулося за часів Фатаміда Аль-Хакіма бі-Амра Аллаха (1007—1009), Шизофренік, назвав «Нерона Єгипту» за його нещадні вчинки. Він жорстоко переслідував і християн, і євреїв. Він наказав публічним євреям носити маски на головах вола та дзвони на шиї; Християни мали носити траурне вбрання та хрести довжиною один ярд. Також Аль-Хаким наказав знищити церкву Гробу Господнього. В одинадцятому столітті халіф Алі аз-Захір за договором з Візантією дозволив відбудову святинь.
У Великому схизмі 1054 року Єрусалимський патріарх приєднався до Антіохії, Константинополя та Александрії як Східна православна церква. Усі християни Святої Землі потрапили під юрисдикцію православного патріарха Єрусалиму.
У 1099 році хрестоносці захопили Єрусалим, створивши Єрусалимське королівство і встановивши латинську ієрархію під латинським патріархом, і виславши православного патріарха. Латинський патріарх проживав в Єрусалимі з 1099 по 1187 рік, тоді як грецькі патріархи продовжували призначатися, але проживали в Константинополі. У 1187 р. Хрестоносці були змушені втекти з Єрусалиму, і православний патріарх повернувся до Єрусалиму. Католицька церква продовжувала призначати латинських патріархів, хоча посадова особа проживала в Римі до 1847 р., коли османська влада дозволила їм повернутися на Близький Схід.
Братство Гробу Господнього, яке тісно пов'язане з православною церквою Єрусалиму, залишається хранителем багатьох християнських святих місць у Святій Землі, іноді спільно з Римо-католицькою церквою та Східними Церквами (Єгипетська, Сирійська, Ефіопська і вірменських православних християн).

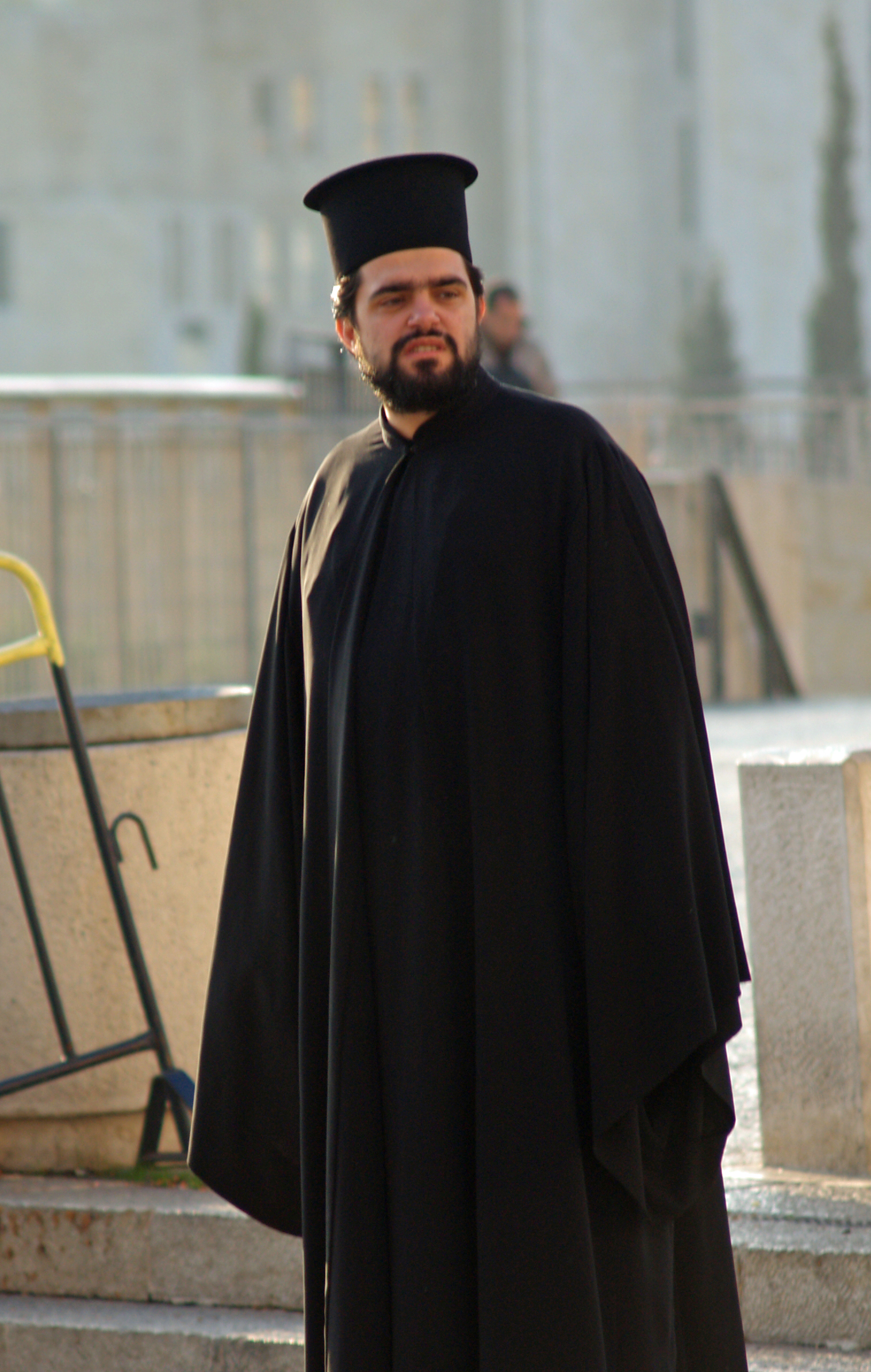
Священик Братства Гробу Господнього в Єрусалимі

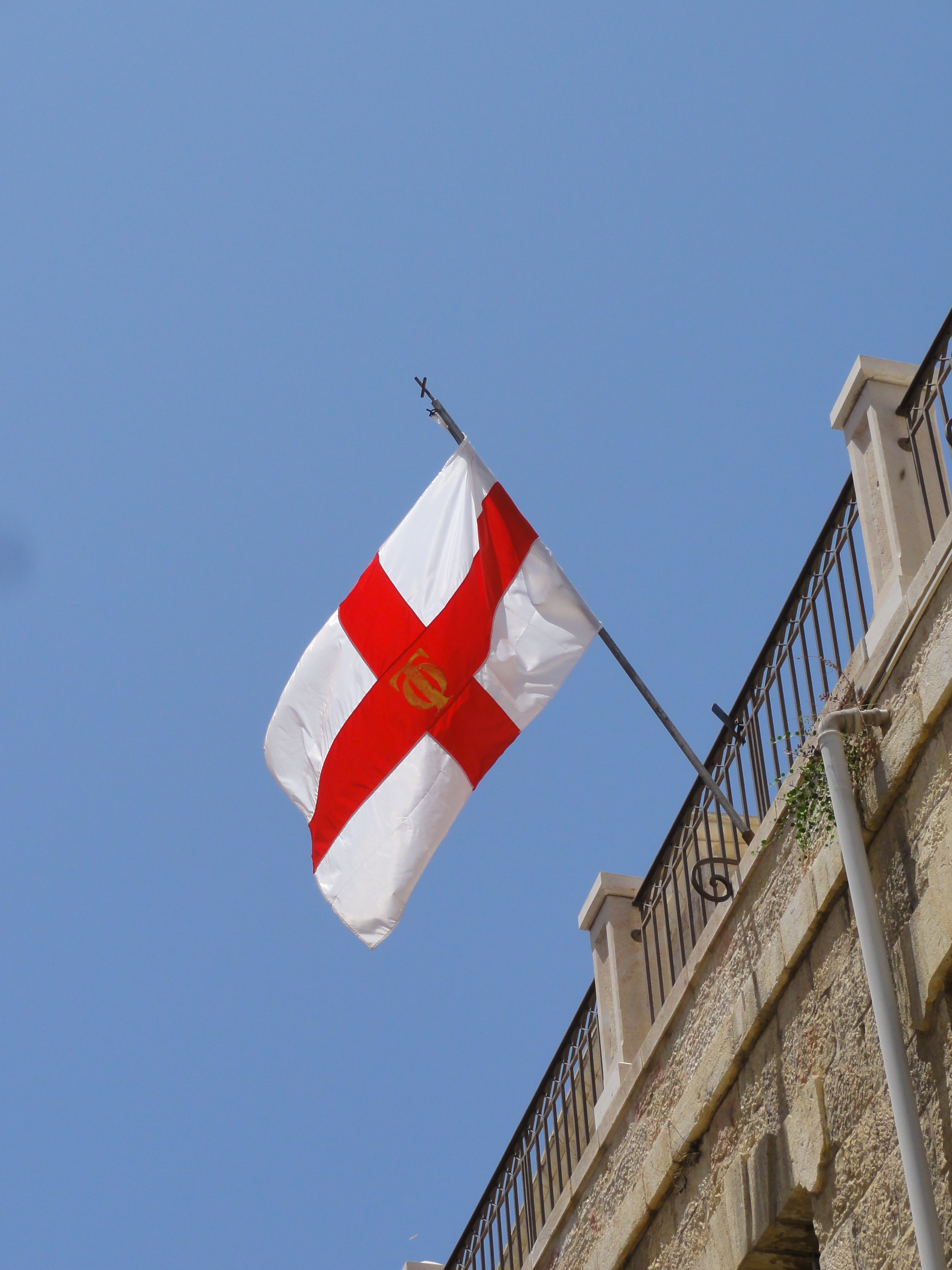
Прапор Патріархату з буквами «ΤΦ» (Тау+Фі), що представляють слово «тафос» (гробниця або гробниця)

### Останні політичні суперечки
Феофіл III став патріархом церкви у дуже важкий час її історії. Політика Близького Сходу та делікатність відносин з Палестинською автономією, Ізраїлем та Йорданією продовжують робити роль та місце Патріарха та Патріархату дуже складними.
У 2005 році в церкві сталася криза, коли Священний Синод Єрусалиму позбавив патріарха Іренаія повноважень патріарха після того, як він нібито продав церковне майно в дуже чутливому районі Східного Єрусалиму ізраїльським інвесторам. 22 серпня 2005 року Священний Синод Єрусалимської Церкви одноголосно обрав Феофіла, колишнього архиєпископа Табору, 141-м патріархом Єрусалиму.
Деякий час ізраїльський уряд затримував визнання Феофіла новим патріархом і продовжував визнавати Іренаія патріархом. Ця позиція була критикована як заперечення одностайного рішення представниками всіх східно-православних церков, які зібрались на Фанарі за закликом Вселенського патріарха відмовитись від причастя з Ірінеосу та визнати канонічні вибори Феофіла.
Відмова Ізраїлю визнати тимчасову роль Патріарха стримувала здатність Патріарха подавати уряд до суду та заморожувати патріарші банківські рахунки. Це, у свою чергу, загрожувало утриманню Святих місць та шкільної системи Патріархату, де навчалося 40 000 учнів. Стверджувалося, що витоки суперечки є частиною сорокарічної спроби ізраїльських поселенських організацій та політиків відкрити великі земельні володіння Патріархату вартістю сотні мільйонів доларів. Ізраїльська газета Ha'aretz повідомляла 4 лютого 2007 року, що два міністри ізраїльського уряду запропонували визнати Феофіла, якщо він відмовиться від контролю над кількома цінними майнами. Ізраїльська преса повідомляє, що вищі посадові особи ізраїльського уряду можуть брали участь у шахрайській операції з нерухомістю із зміщеним Патріархом Іринеєм і бояться наслідків судових дій.[джерело?]
У 2006 році Ізраїль відмовився продовжувати візи для багатьох грецьких священнослужителів, що загрожувало створити серйозну кризу в церкві, оскільки більшість ченців є громадянами Греції. Патріарх Феофіл звернувся до Верховного суду Ізраїлю, намагаючись отримати громадянське визнання.[джерело?] Суд повинен був винести рішення в середині 2006 року, але з того часу двічі відкладав рішення. Рішення мало бути подане в січні 2007 року, але ізраїльський уряд знову звернувся з проханням про подальше затягування справи.
У травні 2007 р. уряд Йорданії скасував своє попереднє визнання Феофіла III, але 12 червня 2007 р. Іорданський кабінет змінив своє рішення і оголосив, що знову офіційно визнає Феофіла патріархом. Архієпископ Севастійський Феодосій (Ханна) також закликав бойкотувати Феофіла.
У грудні 2007 року ізраїльський уряд нарешті надав Феофілу повне визнання. Іренаіос оскаржив це рішення до Верховного суду Ізраїлю, але той суд виніс рішення на користь Феофіла.[джерело?]

### Трагічна історія Єрусалима
Однак доля Єрусалима завжди була трагічна. У 614 році святе місто і його пам'ятники були зруйновані й опоганені перським царем Хосроєм, що вивіз у Персію навіть святиню древа святого Хреста. У 637 році Єрусалим був узятий арабами. У 1009 році подібному руйнуванню піддав саме місто і храм Гробу Господнього халіф Хаким. У 1070 році містом заволоділи турки-сельджуки, а в 1099 році сюди прийшли хрестоносці й організували Єрусалимське королівство. Спадкоємство Єрусалимських Патріархів на довгий час перервалося. У 1517 році Палестина остаточно потрапляє в руки турків-османів і перебуває в складі Османської імперії аж до кінця першої світової війни, коли вона попадає під англійський протекторат. У 1948 році тут виникає держава Ізраїль, що стає новим джерелом напружености в цьому краї. Численні арабо-ізраїльські конфлікти, тероризм, — усе це робить церковне служіння Єрусалимської Церкви дуже складним. Патріархія здавна і не раз піддавалася погромам, як це було в 1860 році.

### Відносини з Православною церквою України
Священний Синод Єрусалимської православної церкви не робив офіційних заяв з приводу визнання Православної церкви України.
На початку 2020 року патріарх Феофіл ІІІ організував у столиці Йорданського королівства Аммані нараду предстоятелів православних церков аби знайти шляхи вирішення кризи у світовому православ’ї. Спроба примирення зазнала краху — з 15 предстоятелів автокефальних церков приїхали лише 4. Після цієї зустрічі посередницька активність патріарха Феофіла була припинена. Єрусалимський патріарх Феофіл перейняв естафету церковної миротворчості від Кіпрського архиєпископа Хризостома II, який після низки візитів, комунікації та спілкування з різними сторонами конфлікту, розчарувався у цій справі і згодом визнав Православну церкву України.
23 листопада 2020 року амбасадор України в Ізраїлі Євген Корнійчук обговорив з єрусалимським патріархом Феофілом ІІІ ситуацію у світовому православ’ї та в Україні у контексті розбудови Православної церкви України.
26 січня 2021 року, відповідаючи на запитання щодо визнання Православної церкви України Єрусалимським Патріархатом, Патріарх Феофіл ІІІ в інтерв’ю сербському виданню Kurir заявив, що як Єрусалимський Патріарх, хранитель могили Христа і священних місць Святої Землі, молиться за єдність усіх православних християн:
|                                     | Важливо, щоб усі православні християни були частиною однієї святої, вселенської та апостольської Церкви. Ті, хто усвідомлює, що таке свята, вселенська і апостольська Церква, добре зрозуміють мою відповідь на ваше питання. Моя відповідь чітка – я молюсь за єдність усіх православних християн, і я не хочу коментувати так, щоб це могло вплинути на єдність православних християн та православного християнства загалом. |
| — Патріарх Єрусалимський Феофіл ІІІ | |

## Збереження святих місць
Із самого початку Єрусалимський Патріархат бачив свою місію в збереженні християнських святинь у Святій Землі і насамперед храму Гробу Господнього. Патріарх Герман II (1548—1579) домігся від турецької влади, що усі святині Палестини відтепер будуть знаходитися в руках православних. Для охорони Святих місць було створено в XVI столітті чернече братерство Святого Гробу. Конфлікт із новою силою розгорівся в 40-і роки XIX століття. За новим положенням 1852 року Святий Гріб Господній залишився у веденні православних греків, а базиліка Різдва у Витлеємі переходила до католиків. До 40-х років XIX століття обрання Єрусалимських Патріархів знаходилося в руках Константинополя. З цього часу починається відродження Церкви, особливо при патріарху Кирилі II (1845—1872), прихильнику автокефалії Болгарської Церкви, що у 1853 році заснував богословську школу Святого Хреста. З 1847 року в Єрусалимі діє російська Духовна Місія, що сприяла не тільки паломництву російських людей у Святу Землю, але й активно допомагала Єрусалимській Церкві, створюючи школи і притулки для православних арабів. З 1882 року діє Православне Палестинське Суспільство, створене з тими ж цілями.

## Організація та структура
Тепер більшість парафіяльних священиків і парафіян — араби, однак весь Єпископат грецький і обирається винятково з членів братства Святого Гробу. Араби вимагають розширення своєї участі у виборах єпископату. У Церкві існує 1 митрополія і 2 архиєпископії. Усі 18 єпископів є вікаріями Патріарха. Нині Єрусалимській Церкві належить 23 храми і 27 монастирів. Патріархатові підкоряється автономна Синайська Архиєпископія, на чолі якої стоїть Архиєпископ Даміан, представлена монастирями гори Синай. Традиційно відносини Єрусалимського Патріархату зі своєю автономією обмежуються поставлянням глави Синайської Церкви, резиденція якого знаходиться в Олександрії.
Сьогодні главою Церкви є 141 патріарх Феофіл ІІІ (з 22 серпня, 2005 року), колишній архиєпископ Фавору. До 2005 року головою церкви був Патріарх Іриней.
Попередній патріарх Іриней (сьогодні він — монах) народився 17 квітня 1939 року на грецькому острові Самос. Він закінчив Єрусалимську Патріаршу школу та богословський факультет Афінського Університету. 3 1979 року до обрання Патріархом був Патріаршим екзархом в Афінах. У 1981 — рукопокладений в сан єпископа. Патріархом Єрусалимським і всієї Палестини обраний на Соборі Єрусалимської Православної Церкви 13 серпня 2001 року. Знає арабську, англійську, російську мови, а також іврит. Був суперечливо (рішення широко вважається неканонічним, в тому числі Вселенським Патріархом) усунений з посади патріарха у 2005 році і зведений до рангу монаха.
У 2020 Єрусалимський патріархат пожертвував 130 000 євро на боротьбу із коронавірусом.

### Структура Єрусалимського патріархату
Адміністративний устрій Єрусалимського Патріархату відрізняється від інших помісних православних церков. У складі Патріархату діють 3 єпархії:
- Птолемаїдська митрополія (14 парафій)
- Назаретська митрополія (6 парафій)
- автономна Церква Синаю, у веденні якої знаходиться монастир великомучениці Катерини.

Існують також 6 патріарших територіальних управлінь, іменованих епітропіямі (аналогів біологічний):
- Патріарша Епітропія в Аммані
- Патріарша Епітропія в Іоппії
- Патріарша Епітропія в Газі
- Патріарша Епітропія в Ірбете
- Патріарша Епітропія в Мадіве
- Патріарша Епітропія в Катарі

Усі існуючі єпископські катедри, крім Патріаршої і Синайській, Птолемаїдський і Назаретської фактично є титулярним, так як не наділяють їх займають єпископів ніякою владою.
Вищим органом церковного управління Єрусалимського патріархату є Священний синод, який здійснює вищу владу в ІСЦ в питаннях віросповідання, законодавства і управління. Засідання Синоду проходять кілька разів на рік. У синод входять приблизно половина єпископату Єрусалимського Патріархату та деякі архімандрити.
Предстоятелем Єрусалимської православної церкви і головою Синоду є Єрусалимський Патріарх (повне найменування посади: Патріарх Святого Града Єрусалима і всієї Палестини, Сирії, Аравії, всього Зайордання, Кани Галілейської і святого Сіону). З 22 серпня 2005 року цю посаду обіймає Феофіл III (в миру Іліас Яннопулос). Патріарша резиденція знаходиться в Єрусалимі, патріаршим катедральним собором є Храм Воскресіння Христового (Гробу Господнього).
Існує посаду Патріаршого епітропа або Патріаршого місцеблюстителя, який вважається другим за значимістю особою в Єрусалимському Патріархаті після Патріарха.

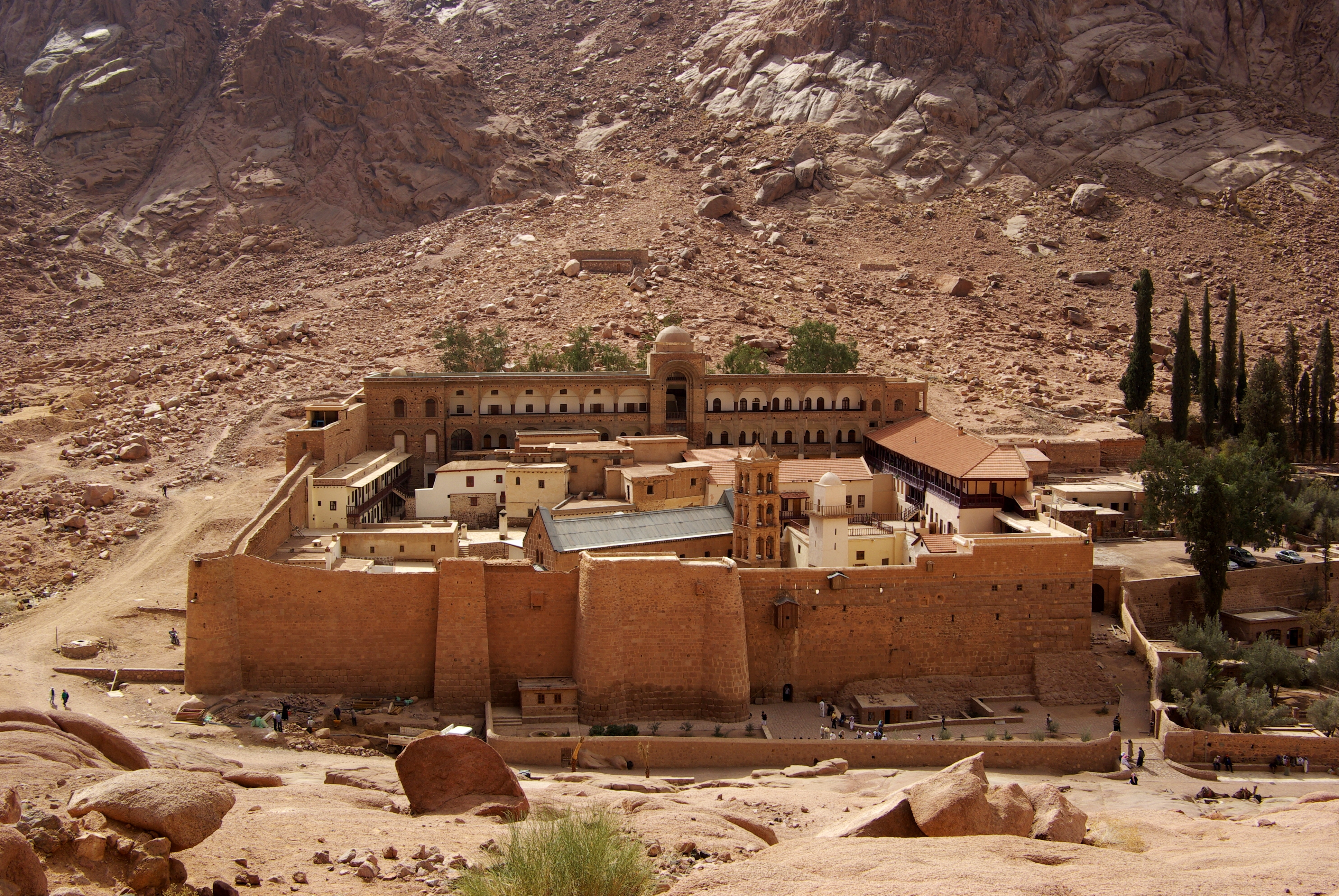
Монастир Святої Катерини на Синаї

Особливий статус має Синайська архиєпископія в статусі автономної церкви, з монастирем святої великомучениці Катерини на Синаї, управляється Архиєпископом Синайським, Фаранським і Раїфським; резиденція якого знаходиться в Каїрі. До складу Синайській Православної Церкви, входить один з найдавніших безперервно діючих християнських монастирів в світі — Монастир Святої Катерини. Братство Святого Гробу, яке найближче пов'язано з Православної Єрусалимської Церквою, залишалося зберігачем багатьох християнських святих місць в Єрусалимі.
Єрусалимського патріархату належить близько 18 % земель Єрусалиму, навіть будівлю ізраїльського парламенту (Кнесету) і резиденція президента Ізраїлю побудовані на його території.
Єрусалимський Патріархат налічує 156 тисяч віруючих (в основному палестинських та ізраїльських арабів), в самому ж Єрусалимі — близько 8 тисяч православних віруючих. Богослужіння відбувається в основному на грецькому і арабською мовами, проте через традиційно великого числа паломників використовуються і інші мови: церковнослов'янська, румунський та інші. В даний час більшість парафіяльних священиків і парафіян — араби, однак весь єпископат традиційно був грецький і обирався виключно з членів братства Святого Гробу. Лише при Патріархові Феофілі III намітилася тенденція висвячувати в єпископи етнічних арабів: Феодосій (Ханна) (2005), Філумен (Махамре) (2013), Христофор (Аталла) (2018).
У квітні 2008 року Патріарх Феофіл повідомив, що Єрусалимський Патріархат створив комісію допомоги російськомовним парафіям в Ізраїлі.

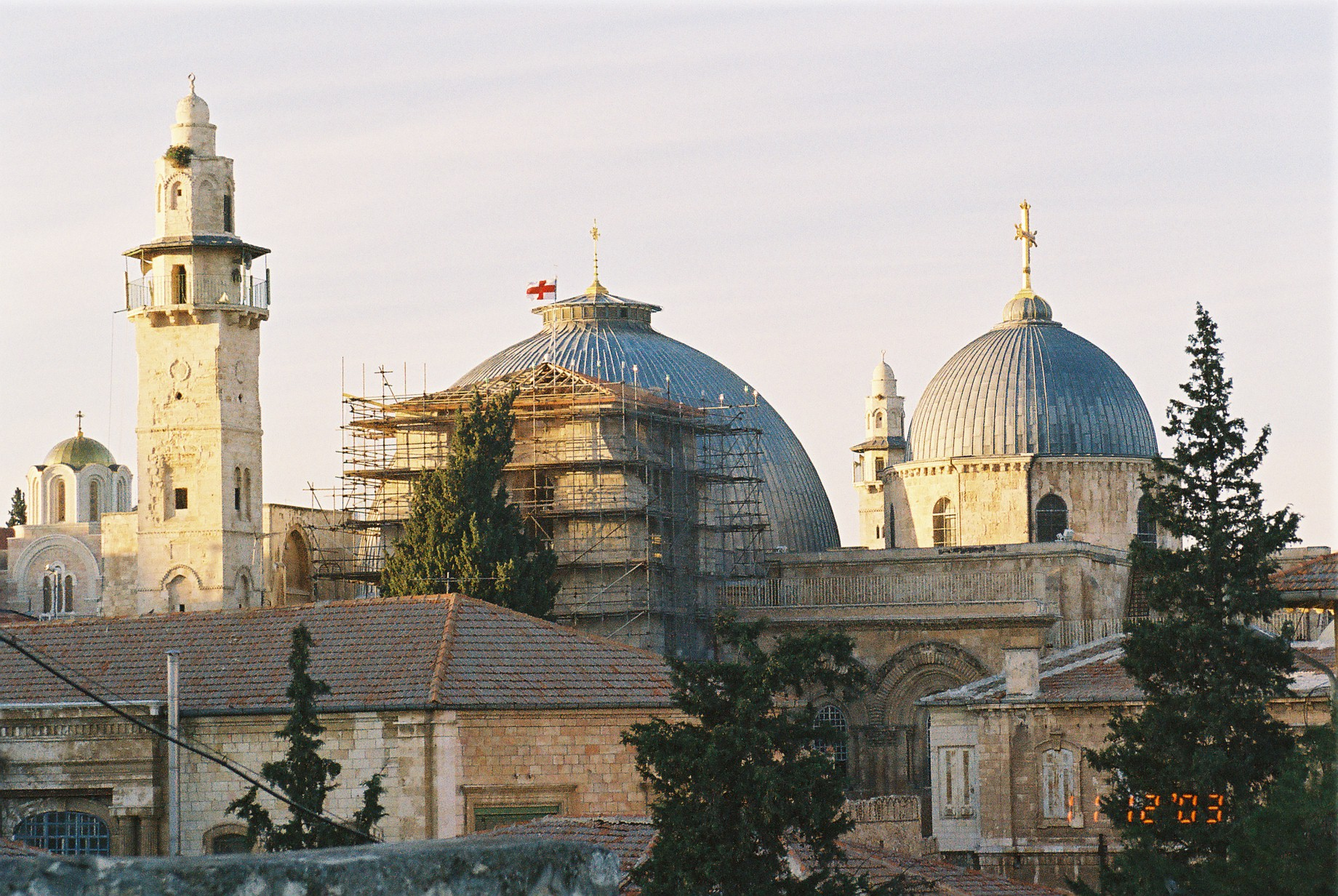
Храм Воскресіння Христового (Гробу Господнього) в Єрусалимі

### Храми і монастирі

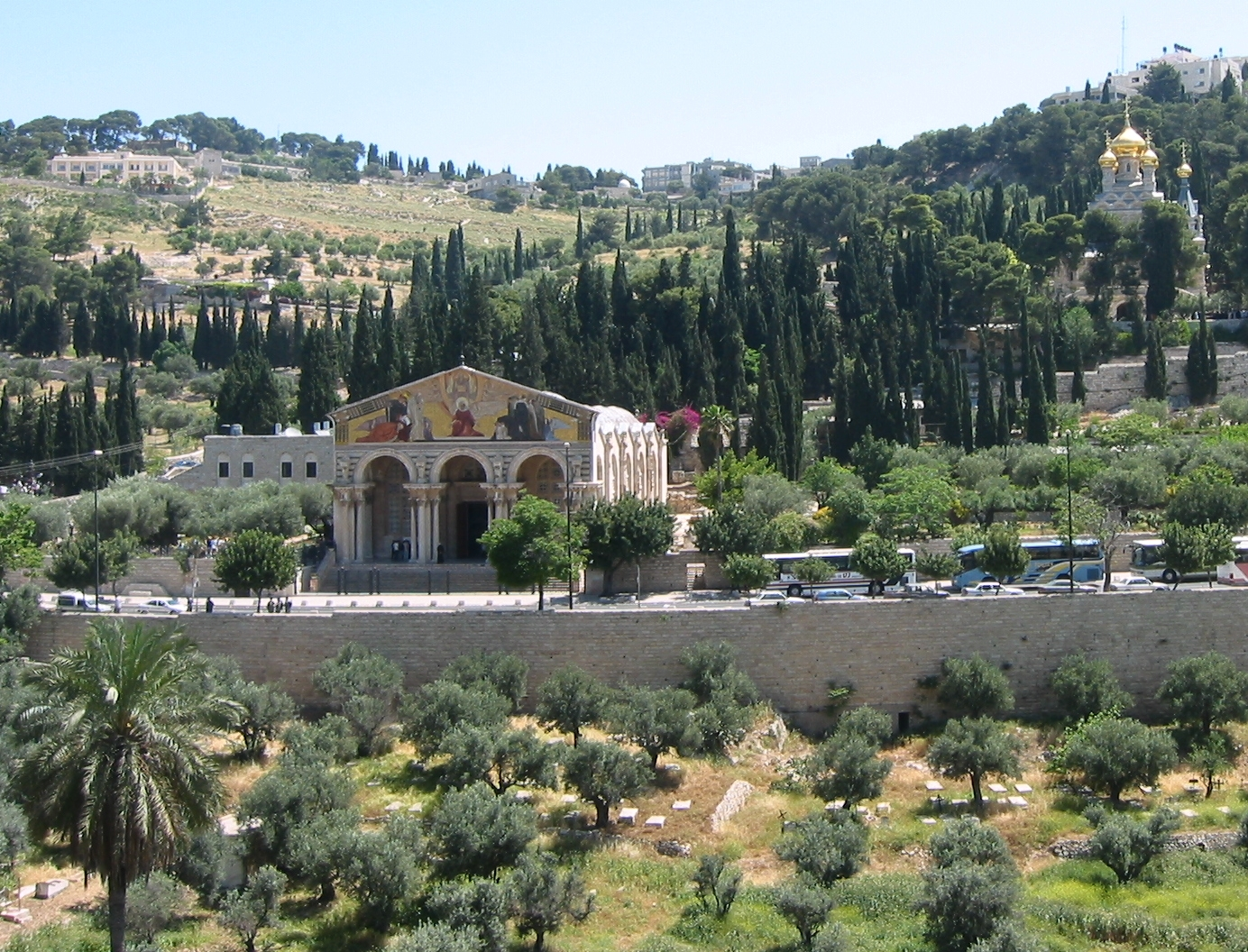
Гетсиманський сад

Станом на 2010-е році Єрусалимський Патріархат налічував 37 храмів і один монастир в Йорданії, 17 храмів в Ізраїлі, 11 — в Палестині, а також ще 24 монастиря, з них 19 невеликих монастирів існують в самому Єрусалимі — Старому Місті. Найвідоміші монастирі: Святого Гробу Господнього, Витлеємський — близько печери Різдва Христового, Іоанна Предтечі — біля річки Йордан, на місці Хрещення Господня, Лавра святого Сави Освяченого, монастир святого Онуфрія Великого, Герасима Йорданського та ін.
Святині Єрусалимського Патріархату унікальні тим, що вони пов'язані з земним життям Христа і описані в Євангелії — Витлеєм, Голгота і Гроб Господній в храмі Воскресіння Христового, Гетсиманія, Назарет, Оливкова гора. Найбільш відомі монастирі: Святого Гробу Господнього, Витлеємський — над печерою Різдва Христова, Іоанна Предтечі — біля Йордану, на місці Хрещення Господня, Лавра Сави Освяченого. Уже в перші століття християнства Витлеєм розвивався завдяки подорожам паломників. У 330 році Костянтин Великий побудував там базиліку, а згодом Юстиніан зробив в ній перебудови. Пізніше тут були побудовані монастирі і храми. У XII столітті при наближенні хрестоносців араби майже повністю знищили Витлеєм, який був відновлений хрестоносцями. У 1244 році Витлеєм був спустошений хорезмійці, а в 1489 року майже повністю знищений і відновлений він був тільки в останні століття. Головна святиня міста — храм і печера Різдва Христового.
Одним з важливих напрямків паломництва є гора Синай. З перших століть християнства на Синаї був заснований християнський монастир, освячений в ім'я Богородиці — Купини Неопалимої. У ньому трудився св. Іоанн Ліствичник, в кінці життя став ігуменом Синайської обителі. Під час хрестових походів західноєвропейські паломники дали монастирю нове ім'я — св. великомучениці Катерини. У Синайському монастирі знаходиться стародавня бібліотека, яка за кількістю зібраних древніх рукописів вважається другою після Ватиканської бібліотеки.

### Парафії поза основною канонічної території

#### Кіпр
Єрусалимська православна церква мала свої подвір'я на Кіпрі вже з початку XII століття, коли в результаті завоювання Єрусалиму військом лицарів Першого хрестового походу в 1099 році патріархи Єрусалимські і прості християни були вигнані зі Святої землі і знаходили притулок на Кіпрі. Однак три монастирі, які історично належали Єрусалимської церкви, опинилися в 1974 році на окупованій турками частині острова. За словами митрополита Тимотея (Маргарітіса), «з 1974 по 2006 роки ми жили надією, що зможемо повернутися і відновити ці монастирі. Але я бачив, що переговори йшли і йшли, а представництва у нас все ще не було. Тому було вирішено відтворити екзархат в столиці Кіпру Нікосії». 29 листопада 2013 року в Нікосії скоєно мале освячення храму в ім'я Вознесіння Господнього і священномученика Філумена Святогробца в резиденції екзарха Пресвятого Гробу на Кіпрі. 10 травня 2014 храм екзархату Пресвятого Гробу Господнього на Кіпрі був урочисто відкритий.

#### Росія

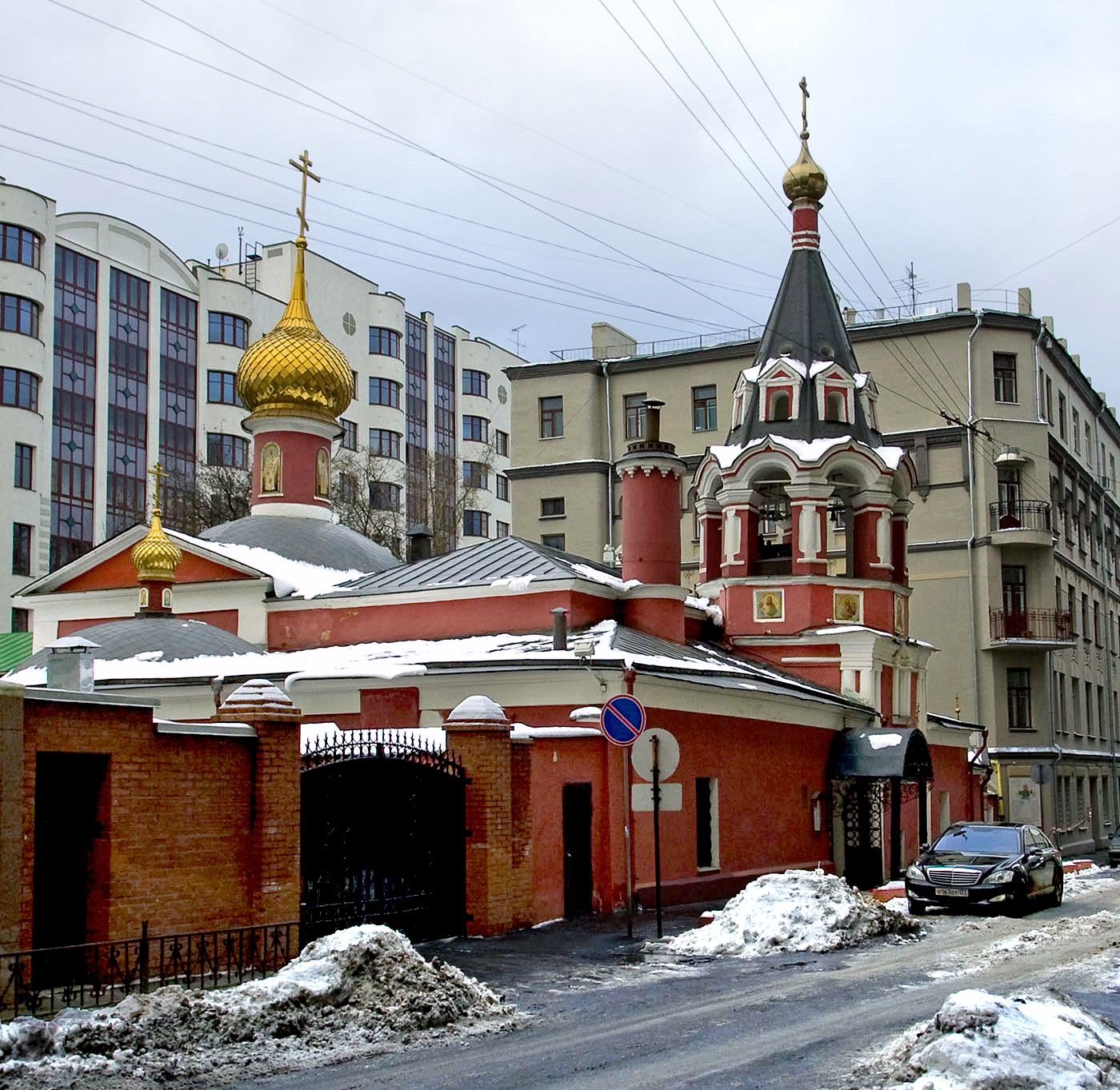
Єрусалимський патріархат у Москві (РФ)

Патріархат має подвір'я в Москві, що знаходиться в храме Воскресіння Словущого на Арбаті. Було засновано за указом Олександра I в 1817 році в зв'язку з проханням патріарха Єрусалимського Полікарпа до Російської православної церкви про дарування Єрусалимського патріархату подвір'я в Москві, де могли б зупинятися монахи братства Святого Гробу Господнього. Патріарх Єрусалимський надіслав в дар обійстя частина Древа Животворящого Хреста Господнього та правицю великомученика Євстафія Плакіди, які знаходяться в храмі досі.
1917 року Єрусалимське подвір'я було скасовано, але церква і в роки радянської влади не закривалася для прихожан. З 1930-х років в храмі служив протодиякон Михайло (Холмогоров). У 1960-1990-х роках здійснював своє служіння протоієрей Василь Серебренников. З 1989 року храм Воскресіння Словущого знову став іменуватися храмом Єрусалимського подвір'я; настоятелем був призначений архімандрит Феофілакт (Георгіадіс), нині архиєпископ Йорданський. У 2001 році його змінив архімандрит Феофіл (Яннопулос), нині — Патріарх Єрусалимський і всієї Палестини. З 2003 року офіційний представник Єрусалимської православної церкви і настоятель подвір'я — архімандрит Стефан (Діспіракіс).

#### США
Парафії Єрусалимського патріархату з'явилися в США в 20-х роках XX століття. Церкви у веденні Єрусалимського патріархату ставилися до «Епітропії Святого Гробу в Америці», вони формально не становили окремої єпархії єрусалимського патріархату і вважалися, по суті, садибами Патріархії в Америці. Парафії стали більш облаштовані з 2002 року, після того як архиєпископ Яффський Дамаскін (Гаганьярас) був призначений епітропом цих парафій. Під його керівництвом в їх облаштуванні відбулися істотні поліпшення. До складу епітропії входило 15 парафій і два монастирі: Вознесенський монастир в різак і монастир Святого Хреста в Східному Сетаукете, в якому і знаходилося церковне управління. У 2002 році церкви і монастирі Єрусалимського патріархату були об'єднані в Вікаріат Палестинсько-Йорданських громад в США [en]. У 2008 році вікаріат перейшов в введення Американської грецький архиєпископії Константинопольської церкви, керованої безпосередньо північноамериканським архиєпископом Константинопольської церкви.